# Fußball-Club Augsburg 1907 1998-1999
Questa voce raccoglie le informazioni riguardanti il Fußball-Club Augsburg 1907 nelle competizioni ufficiali della stagione 1998-1999.

## Stagione
Nella stagione 1998-1999 l'Augusta, allenato da Dieter Schatzschneider, concluse il campionato di Regionalliga sud al 14º posto.

## Rosa
| N. |                     | Ruolo | Calciatore              |
| -- | ------------------- | ----- | ----------------------- |
|    | Germania (bandiera) | P     | Christian Krieglmeier   |
|    | Germania (bandiera) | P     | Thomas Richter          |
|    | Germania (bandiera) | D     | Daniel Ernemann         |
|    | Italia (bandiera)   | D     | David Guidi             |
|    | Germania (bandiera) | D     | Carsten Henrich         |
|    | Italia (bandiera)   | D     | Nikola Innocentin       |
|    | Croazia (bandiera)  | D     | Sasa Miskovic           |
|    | Germania (bandiera) | D     | Stefan Mittelbach       |
|    | Nigeria (bandiera)  | D     | James Okoli             |
|    | Turchia (bandiera)  | C     | Bülent Arslan           |
|    | Germania (bandiera) | C     | Manfred Burghartswieser |

| N. |                     | Ruolo | Calciatore                   |
| -- | ------------------- | ----- | ---------------------------- |
|    | Croazia (bandiera)  | C     | Ivan Delic                   |
|    | Germania (bandiera) | C     | Peter Gartmann               |
|    | Germania (bandiera) | C     | Christian Gmünder            |
|    | Germania (bandiera) | C     | Jörg Müller                  |
|    | Germania (bandiera) | C     | Frank Peuker                 |
|    | Germania (bandiera) | C     | Oliver Remmert               |
|    | Germania (bandiera) | A     | Jacques Calvalho de Oliveira |
|    | Turchia (bandiera)  | A     | Sercan Güvenışık             |
|    | Brasile (bandiera)  | A     | Marcelo Martins              |
|    | Germania (bandiera) | A     | Werner Rank                  |

## Organigramma societario
Area tecnica
- Allenatore: Dieter Schatzschneider
- Allenatore in seconda:
- Preparatore dei portieri:
- Preparatori atletici:
- Analisi video:

## Calciomercato

### Sessione estiva
| Acquisti | Acquisti              | Acquisti     | Acquisti |
| R.       | Nome                  | da           | Modalità |
| -------- | --------------------- | ------------ | -------- |
| C        | Bülent Arslan         | Augusta U19  |          |
| P        | Christian Krieglmeier | Augusta U19  |          |
| C        | Oliver Remmert        | TSV Aindling |          |

| Cessioni | Cessioni        | Cessioni               | Cessioni |
| R.       | Nome            | a                      | Modalità |
| -------- | --------------- | ---------------------- | -------- |
| D        | Donald Agu      | Eintracht Francoforte  |          |
| A        | Dieter Eckstein | SG Post Süd/Regensburg |          |
| P        | Darius Kampa    | Norimberga             |          |
| A        | Mikheil Sajaia  | Reutlingen             |          |

### Sessione invernale
| Acquisti | Acquisti          | Acquisti       | Acquisti |
| R.       | Nome              | da             | Modalità |
| -------- | ----------------- | -------------- | -------- |
| D        | Stefan Mittelbach | Monaco 1860 II |          |

| Cessioni | Cessioni | Cessioni | Cessioni |
| R.       | Nome     | a        | Modalità |
| -------- | -------- | -------- | -------- |

## Risultati

### Regionalliga sud

#### Girone di andata
| Arbitro: | Emmer |

|                        |           |             |
| Güvenışık 23’ Rank 57’ | Marcatori | 90’ Seufert |

| Arbitro: | Ehing |

|           |           |            |
| Maier 55’ | Marcatori | 42’ Arslan |

| Arbitro: | Schmidt |

|            |           |                             |
| Peuker 57’ | Marcatori | 64’ Yahaya 73’, 88’ Kirsten |

| 23 agosto 1998, ore 15:00 CEST 4ª giornata | Neukirchen | 4 – 2 | Augusta |  |

| 28 agosto 1998, ore 19:00 CEST 5ª giornata | Augusta | 3 – 1 | Pfullendorf |  |

| 6 settembre 1998, ore 15:00 CEST 6ª giornata | Ditzingen | 1 – 1 | Augusta |  |

| 29 settembre 1998, ore 19:00 CEST 7ª giornata | Augusta | 1 – 2 | Stoccarda II |  |

| 18 settembre 1998, ore 19:30 CEST 8ª giornata | Kickers Offenbach | 3 – 1 | Augusta |  |

| 25 settembre 1998, ore 19:00 CEST 9ª giornata | Augusta | 4 – 2 | Borussia Fulda |  |

| 3 ottobre 1998, ore 14:30 CEST 10ª giornata | Bayern Monaco II | 3 – 0 | Augusta |  |

| 10 ottobre 1998, ore 14:00 CEST 11ª giornata | Augusta | 0 – 0 | Monaco 1860 II |  |

| 17 ottobre 1998, ore 15:00 CEST 12ª giornata | Reutlingen | 2 – 2 | Augusta |  |

| 23 ottobre 1998, ore 19:00 CEST 13ª giornata | Augusta | 0 – 1 | Karlsruhe II |  |

| 24 novembre 1998, ore 18:30 CET 14ª giornata | Wehen | 2 – 0 | Augusta |  |

| 7 novembre 1998, ore 14:30 CET 15ª giornata | FSV Francoforte | 1 – 2 | Augusta |  |

| 14 novembre 1998, ore 14:30 CET 16ª giornata | Augusta | 3 – 3 | Wacker Burghausen |  |

| 10 marzo 1999, ore 19:00 CET 17ª giornata | Weismain | 2 – 3 | Augusta |  |

#### Girone di ritorno
| 13 febbraio 1999, ore 14:30 CET 18ª giornata | Schweinfurt 05 | 0 – 0 | Augusta |  |

| 5 dicembre 1998, ore 14:30 CET 19ª giornata | Augusta | 0 – 2 | VfR Mannheim |  |

| 27 febbraio 1999, ore 15:30 CET 20ª giornata | Waldhof Mannheim | 1 – 0 | Augusta |  |

| 6 marzo 1999, ore 14:30 CET 21ª giornata | Augusta | 2 – 1 | Neukirchen |  |

| 13 marzo 1999, ore 15:00 CET 22ª giornata | Pfullendorf | 4 – 0 | Augusta |  |

| 20 marzo 1999, ore 14:30 CET 23ª giornata | Augusta | 1 – 2 | Ditzingen |  |

| 27 marzo 1999, ore 14:00 CET 24ª giornata | Stoccarda II | 1 – 3 | Augusta |  |

| 3 aprile 1999, ore 14:30 CEST 25ª giornata | Augusta | 1 – 1 | Kickers Offenbach |  |

| 9 aprile 1999, ore 20:00 CEST 26ª giornata | Borussia Fulda | 1 – 0 | Augusta |  |

| 17 aprile 1999, ore 14:30 CEST 27ª giornata | Augusta | 2 – 1 | Bayern Monaco II |  |

| 24 aprile 1999, ore 14:30 CEST 28ª giornata | Monaco 1860 II | 3 – 0 | Augusta |  |

| 1º maggio 1999, ore 14:30 CEST 29ª giornata | Augusta | 3 – 2 | Reutlingen |  |

| Arbitro: | Wagner |

|            |           |             |
| Ollhoff 9’ | Marcatori | 74’ Martins |

| Arbitro: | Wolf |

|                 |           |          |
| Müller 66’, 89’ | Marcatori | 45’ Lexa |

| Arbitro: | Bicheler |

|  |           |             |
|  | Marcatori | 45’ Boehnke |

| Arbitro: | Lippus |

|             |           |  |
| Lützler 63’ | Marcatori |  |

| Arbitro: | Emmer |

|              |           |                |
| Ernemann 64’ | Marcatori | 35’, 88’ Klaus |

## Statistiche

### Statistiche di squadra
| Competizione     | Punti | In casa | In casa | In casa | In casa | In casa | In casa | In trasferta | In trasferta | In trasferta | In trasferta | In trasferta | In trasferta | Totale | Totale | Totale | Totale | Totale | Totale | DR  |
| Competizione     | Punti | G       | V       | N       | P       | Gf      | Gs      | G            | V            | N            | P            | Gf           | Gs           | G      | V      | N      | P      | Gf     | Gs     | DR  |
| ---------------- | ----- | ------- | ------- | ------- | ------- | ------- | ------- | ------------ | ------------ | ------------ | ------------ | ------------ | ------------ | ------ | ------ | ------ | ------ | ------ | ------ | --- |
| Regionalliga sud | 38    | 17      | 7       | 3       | 7       | 26      | 26      | 17           | 3            | 5            | 9            | 16           | 31           | 34     | 10     | 8      | 16     | 42     | 57     | -15 |
| Totale           | 38    | 17      | 7       | 3       | 7       | 26      | 26      | 17           | 3            | 5            | 9            | 16           | 31           | 34     | 10     | 8      | 16     | 42     | 57     | -15 |

### Andamento in campionato
| Giornata  | 1 | 2 | 3  | 4  | 5 | 6 | 7  | 8  | 9  | 10 | 11 | 12 | 13 | 14 | 15 | 16 | 17 | 18 | 19 | 20 | 21 | 22 | 23 | 24 | 25 | 26 | 27 | 28 | 29 | 30 | 31 | 32 | 33 | 34 |
| --------- | - | - | -- | -- | - | - | -- | -- | -- | -- | -- | -- | -- | -- | -- | -- | -- | -- | -- | -- | -- | -- | -- | -- | -- | -- | -- | -- | -- | -- | -- | -- | -- | -- |
| Luogo     | C | T | C  | T  | C | T | C  | T  | C  | T  | C  | T  | C  | T  | T  | C  | T  | T  | C  | T  | C  | T  | C  | T  | C  | T  | C  | T  | C  | T  | C  | C  | T  | C  |
| Risultato | V | N | P  | P  | V | N | P  | P  | V  | P  | N  | N  | P  | P  | V  | N  | V  | N  | P  | P  | V  | P  | P  | V  | N  | P  | V  | P  | V  | N  | V  | P  | P  | P  |
| Posizione | 5 | 4 | 10 | 12 | 9 | 9 | 12 | 13 | 12 | 14 | 14 | 13 | 14 | 15 | 13 | 15 | 14 | 14 | 14 | 14 | 14 | 14 | 14 | 14 | 13 | 15 | 13 | 15 | 13 | 13 | 10 | 11 | 13 | 14 |

Legenda:

Luogo: C = Casa; T = Trasferta. Risultato: V = Vittoria; N = Pareggio; P = Sconfitta.

### Statistiche dei giocatori
| B. Arslan          | 8 | 1 | 0 | 0 |
| M. Burghartswieser | 4 | 0 | 0 | 0 |
| I. Delic           | 3 | 0 | 1 | 0 |
| D. Ernemann        | 5 | 1 | 1 | 0 |
| P. Gartmann        | 5 | 0 | 1 | 0 |
| C. Gmünder         | 1 | 0 | 0 | 0 |
| D. Guidi           | 2 | 0 | 0 | 0 |
| S. Güvenışık       | 6 | 1 | 1 | 0 |
| C. Henrich         | 7 | 0 | 0 | 0 |
| J. Hoffmann        | 1 | 0 | 0 | 0 |
| N. Innocentin      | 6 | 0 | 3 | 0 |
| C. Krieglmeier     | 6 | 0 | 0 | 0 |
| M. Martins         | 5 | 1 | 0 | 0 |
| S. Miskovic        | 1 | 0 | 0 | 1 |
| S. Mittelbach      | 4 | 0 | 0 | 0 |
| J. Müller          | 8 | 2 | 0 | 0 |
| J. Okoli           | 3 | 0 | 1 | 0 |
| F. Peuker          | 6 | 1 | 1 | 0 |
| W. Rank            | 8 | 1 | 2 | 0 |
| O. Remmert         | 7 | 0 | 2 | 0 |
| T. Richter         | 3 | 0 | 0 | 0 |
| H. Schmidtke       | 2 | 0 | 0 | 0 |
| J. de Oliveira     | 4 | 0 | 1 | 1 |